# NGC 5008
NGC 5008 = IC 4381 ist eine Balkenspiralgalaxie mit aktivem Galaxienkern vom Hubble-Typ SBc im Sternbild Bärenhüter und etwa 417 Millionen Lichtjahre von der Milchstraße entfernt. Die Entfernungsmessungen basierend auf den Radialgeschwindigkeiten stimmen nicht mit den rotverschiebungsunabhängigen Entfernungsschätzungen von 525 ± 12 Millionen Lichtjahren überein. Sie gehört zur Hickson Compact Group 71 und wurde zweimal entdeckt; zuerst am 18. Mai 1862 von Heinrich Louis d’Arrest (geführt als NGC 5008); danach auf Grund einer fehlerhaften Notierung von d’Arrest erneut am 15. Juni 1895 von Stéphane Javelle (geführt als IC 4381).